# 小林幸子 (フィギュアスケート選手)
小林 幸子（こばやし さちこ）は、日本のフィギュアスケート選手（女子シングル、ペアスケーティング、アイスダンス）。パートナーは安藤雅夫、田中耕治。東京都出身。1967年全日本フィギュアスケート選手権2位。

## 経歴
1966年、全日本ジュニア選手権で女子シングルで2位、アイスダンスで安藤雅夫とカップルを組み優勝する。以降、同選手権の女子シングルでは1967年まで3年連続で2位に入り、1968年に初優勝を果たす。
1967年、田中耕治とペアを組み、全日本選手権で長沢琴枝/長久保裕組に次いで2位に入る。1969年、国民体育大会に東京都代表として出場し、一般女子で優勝する。

## 主な戦績
- 全日本ジュニア選手権は女子シングルの記録。
- 全日本選手権は田中耕治とのペアの記録。

| 大会/年              | 1965-66 | 1966-67 | 1967-68 | 1968-69 |
| -------------------- | ------- | ------- | ------- | ------- |
| 全日本選手権         |         |         | 2       |         |
| 全日本ジュニア選手権 | 2       | 2       | 2       | 1       |
| 国民体育大会         |         |         |         | 1       |

### アイスダンス
- 1966-1967シーズンは安藤雅夫とカップル。

| 大会/年              | 1966-67 |
| -------------------- | ------- |
| 全日本ジュニア選手権 | 1       |